# Phyciodes maya
Phyciodes maya är en fjärilsart som beskrevs av Hall 1928. Phyciodes maya ingår i släktet Phyciodes och familjen praktfjärilar. Inga underarter finns listade i Catalogue of Life.